# Starzy kawalerowie

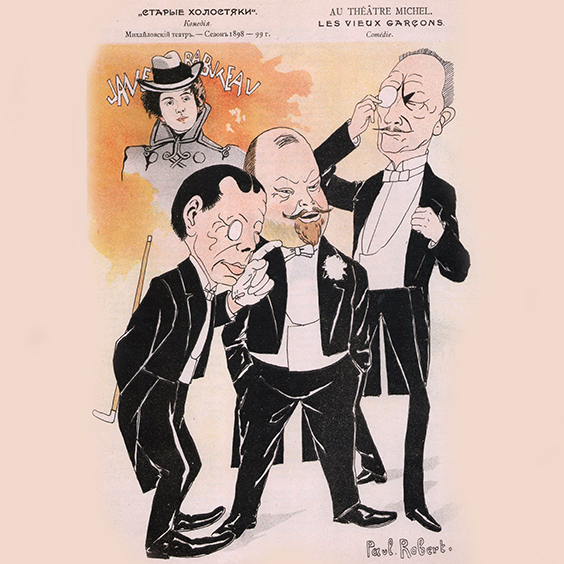
Ilustracja autorstwa Paula Roberta.

Starzy kawalerowie (fr. Les vieux garçons) – komedia Victoriena Sardou ogłoszona w 1865.

## Treść
Utwór stanowi satyrę na rozwiązłość francuskiego mieszczaństwa. Akcja rozgrywa się w Paryżu i częściowo na wsi. Trzej starzy kawalerowie (Mortemere, Veaucourtois i Claviers) goszczą w domu państwa Chaveney.  W domu przebywają dwie piękne mężatki (panie Troënes i du Bourg) oraz młoda panna Antonina, toteż starzy kawalerowie nie szczędzą starań, by zdobyć ich uwagę. Mężatki chętnie wdają się w grę zalotów. Jedynie młoda i czysta panna Antonina opiera się płomiennym wyznaniom miłosnym i zyskuje tym szacunek pana Mortemere'a.

## Starzy kawalerowiew Polsce
Utwór przełożył na język polski Ludwik Powidaj. Premiera polska odbyła się w teatrze krakowskim w 1867. W roli Antoniny wystąpiła Helena Modrzejewska, a w roli Mortemere'a - Wincenty Rapacki. Premiera warszawska odbyła się w Teatrze Rozmaitości w 1876 r.